# Re’im
Reim (héberül: רֵעִים Barátok) egy világi kibuc Dél-Izraelben, és a Gáza környéki falvak egyike. A Besor-patak és a Gerar-patak találkozásánál, a Negev-sivatag északnyugati részében található, és az Eshkol Regionális Tanács fennhatósága alá tartozik. 2021 ben 433 lakosa volt.
Re'imet 1949-ben alapították az Israel Boy and Girl Scouts Federation tagjai, akiket leszereltek a Palmachból. A kibucot Hanan Havron építész tervezte. Az épület, amelyet évtizedekig Havron használt irodaként, ma a kibuc emléképülete, benne a hely történetét bemutató kiállítással.
2023. október hetedikén a Hamász az aznap indított nagy izraeli invázió részeként rajtaütött egy szabadtéri fesztiválon, amelyet Re'im mellett rendeztek.Több száz ember meghalt, sok holttestet és autót felgyújtottak.

## Földrajz
Re'im a 232-es és 234-es utak között található a Negev nyugati részén, a Re'im csomópont és a Gama csomópont mellett. Az ókori Gama ( Tell Jemmeh ) romjai a kibuctól nyugatra találhatók. Re'imtől nyugatra található a Kiszufim kibuc, északra pedig a Be'eri. Re'im tengerszint feletti magassága 50 méter (160 ft), és a Besor-patak halad át a területén.

## Történelem
A kibucot 1949-ben alapították egykori Palmach-tagok, ideiglenes néven HaTzofim Vav (Az F kémek). Ezután a Tel Re'im nevet kapta ( héberül: תל רעים (Barátok Dombja)) a közeli Tell Jemmeh régészeti lelőhely arab fordítása után. Végül Re'im névre keresztelték az 1948-as arab–izraeli háborúban elesett Gar'in tagjainak emlékére. A név, jelentése 'barátok', a Példabeszédek könyvéből (18:24) származik, hogy szimbolizálja őket.
A kibucot Hanan Habaron építész tervezte, aki a kibuc egyik alapítója és tagja volt 2002-ben bekövetkezett haláláig. Az aszketikus stílust Habaron társadalmi és építészeti világképének vizuális kifejeződéseként írták le. Asaf Kashtan, egy izraeli építész, aki könyvet írt Habaronról, azt mondta, hogy az elmúlt években Habaron stílusa kiesett Re'im lakói kegyeiből.
Az Izraeli Védelmi Erőknek (IDF) van egy bázisa a kibuc közelében. Az izraeli Gázából való 2005-ös kivonulás előtt a bázist az evakuáló csapatok táboraként használták..A szétválás után Re'im a Gázai övezetből rálőtt Qassam rakéták célpontjává vált. 2008-ban az IDF csapatai a közeli Nahal Ozhoz közeli támaszponton azt kérték, hogy a bázist helyezzék át a Re'im melletti területre, távol a Hamász aknavetőtüzétől.
2023. október 7-én a Hamász megtámadta Re'imet a reimi csata során. Több tucat izraeli áldozatról számoltak be a térségből. Ugyanezen a napon zenei fesztivál zajlott a kibuc területén. A Hamasz lerohanta az eseményt, válogatás nélkül a tömegbe lövöldözött, több százan haltak meg, sokan megsebesültek vagy túszul estek. Ezt követően a kibuc túlélő lakóit Eilatba evakuálták, majd Tel-Avivba helyezték át őket.

## Gazdaság
2008-tól a kibuc gazdasága a mezőgazdaságon és annak lézergyárán, az Isralaseren alapult. A bélyegzéshez használt szerszámokat gyártó IsraBignek is van gyára Re'imben. A kibucnak van egy helyiség bérbeadása is, köztük egy beduin szállássátor. Megszenvedte az izraeli-gázai konfliktust, és a kibuc valamikor 2008 körül csökkentette árait.
2008-ban Re'im belekezdett egy olyan projektbe, melynek tervei szerint Izraelben, és talán az egész világon az első közösséggé váljon, amely teljes mértékben a napenergiára támaszkodik a hazai fogyasztásban. A technológiát Izraelben forgalmazó Sunday cég a kibuc mind a 130 háztetőjén napelemeket telepített. A projekt költségét 60 és 100 millió sékel közöttre becsülték, és a beruházás várhatóan 10 év alatt térült volna meg. Az elektromos áramból származó költségeket és bevételeket egyenlően el lettek volna osztva a kibuc és a Sunday között, és az esetleges többletenergia eladásra került volna az Israel Electric Companyhoz.
Mivel a Gáza környéki falvak egyike, 2022-től lakói a jövedelemadó-rendelet 11. cikke értelmében jövedelemadó-kedvezményben részesülnek.

## Biztonság
A Re'im jogosult a Merkhav Mugan Dirati megerősített lakómenedékek építésére, amely a Gázai övezettől 7 kilométeres körzetben található települések számára elérhető.
2015 júniusában befejeződött ezeknek az egyéni családi házakon belüli menedékházaknak az építése. Tekintettel a Re'im kibuc Gázához való földrajzi közelségére, amikor a vörös riasztás megszólal, a lakóknak 8-15 másodpercen belül azonnal menedéket kell találniuk.

## Régészet

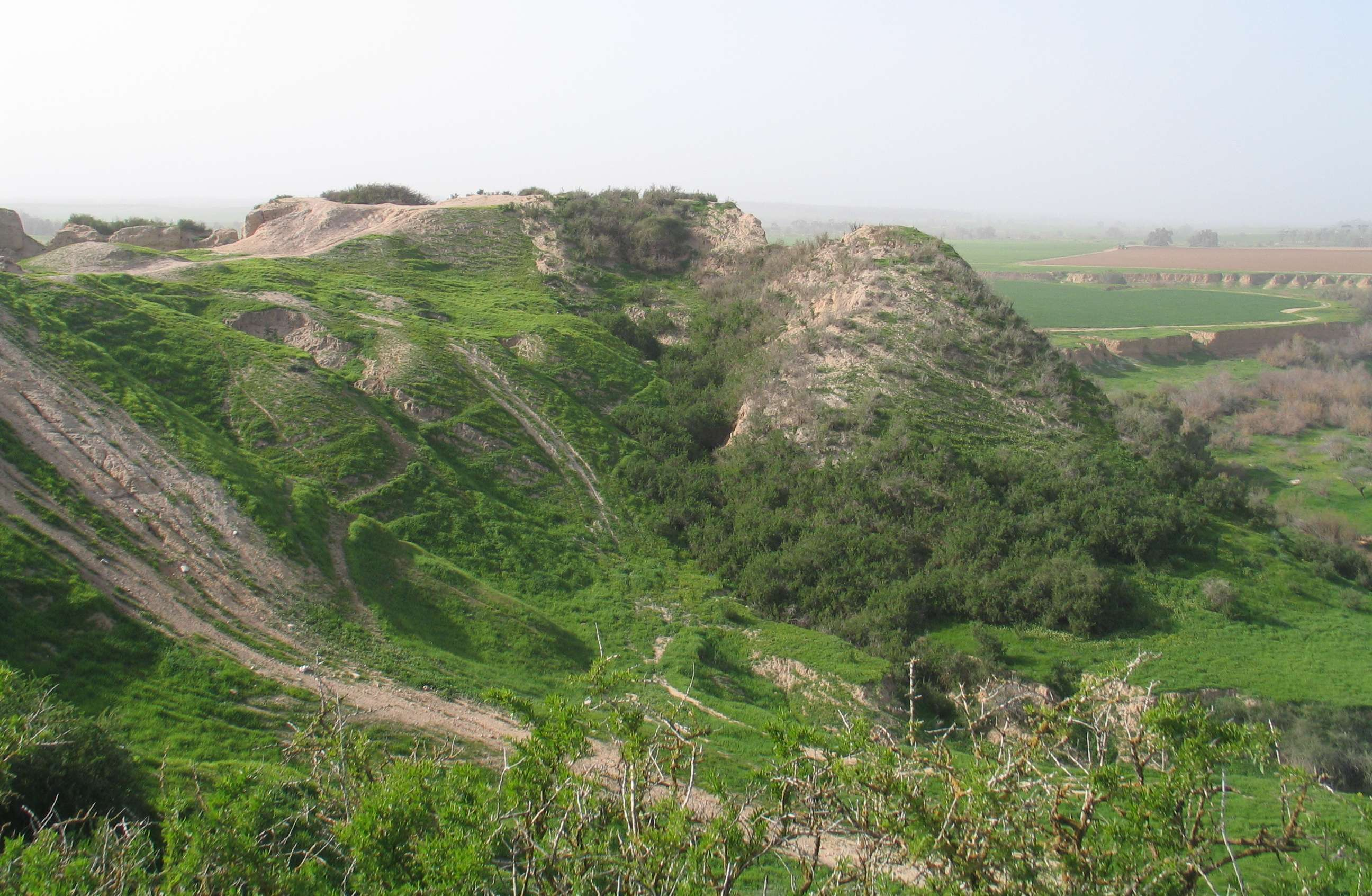
Tell Jemmeh, a Re'im kibuc közelében

A Tell Jemmeh egy 23 méter magas halom Re'im közelében. A régészek Tel Jemmeh-t a kánaáni királyi várossal, Jurszával azonosítják, amelyet III. Thotmesz egyiptomi fáraó feljegyzései említenek, aki a várost az Egyiptom ellen lázadó kánaáni városok legdélibb helyeként írja le.
Az Amarna-levelek időszakában egy Pu-Ba'lu nevű kánaáni helytartó uralta a várost, aki Ehnatonnak felelt.
Jursza szerepel Esarhaddon, Asszíria királya jegyzeteiben, ahol az egyik városként említik, amely fellázadt az asszír királyság ellen, és ennek eredményeként meghódították, királynőjét pedig Ninivébe száműzték.
Körülbelül egy kilométerre északra Re'imtől találhatóak olyan romok, amelyeket feltételesen Kefar She'arta faluéval azonosítottak. Ezek a leletek egy ősi épületet, egy kerek ciszternát, valamint a bizánci időszakból származó kerámia- és üvegtöredékeket tartalmaznak. Yizhar Hirschfeld szerint az épület Zénó próféta, egy 5. századi remete kolostora lehetett.

## Fordítás
Ez a szócikk részben vagy egészben  a   Re'im című angol Wikipédia-szócikk ezen változatának fordításán alapul.  Az eredeti cikk szerkesztőit annak laptörténete sorolja fel. Ez a jelzés csupán a megfogalmazás eredetét és a szerzői jogokat jelzi, nem szolgál a cikkben szereplő információk forrásmegjelöléseként.